# Bolsover
Bolsover – miasto w Wielkiej Brytanii, w Anglii, w regionie East Midlands, w hrabstwie Derbyshire, w dystrykcie Bolsover. Leży 20,7 km od miasta Matlock, 36,6 km od miasta Derby i 207,9 km od Londynu. W 2001 roku miasto liczyło 11 567 mieszkańców. Bolsover jest wspomniana w Domesday Book (1086) jako Belesovre.